# 羅索曼市鎮

羅索曼市鎮在北马其頓的位置

羅索曼市鎮市镇北马其頓共和國的一個市镇，行政中心为羅索曼村，属于瓦尔达尔统计区，總面積132.9平方公里，2002年人口4,141。
該市镇北接格拉德斯科市镇，東臨內戈蒂諾市鎮，西鄰查什卡市镇，南毗卡瓦達爾齊市鎮。

## 外部連結
- 官方网站
- Rosoman municipality on a general macedonian information page （页面存档备份，存于）
- Rosoman municipality on Maplandia （页面存档备份，存于）